# Site archéologique de Mougon
Le site archéologique de Mougon, situé sur la commune française de Crouzilles en Indre-et-Loire, recouvre les vestiges d'une agglomération secondaire connaissant son apogée dans l'Antiquité et dont l'occupation se poursuit partiellement au Haut Moyen Âge selon des modalités encore inconnues.
Sur une superficie évaluée à 30 ha sur la rive de la Vienne, les fouilles et les prospections ont permis d'identifier plus de 40 fours de potiers fabriquant principalement des amphores et des cruches, de nombreux bâtiments dont l'affectation reste à déterminer, ainsi qu'une trame viaire composée de voies se croisant à angle droit ; cet ensemble semble être très actif aux Ier et IIe siècles. Pendant le Haut Moyen Âge, une vaste nécropole occupe la partie occidentale du site autour d'une église qui est plusieurs fois remaniée au cours des siècles suivants.

## Localisation
Le site archéologique est implanté à l'est du hameau de Mougon, ancienne commune rattachée à Crouzilles ; il s'étend sans doute également sous ce hameau. Sur la rive droite de la Vienne, la plus grande partie de ses vestiges connus est inscrite dans un triangle limité par une ancienne voie ferrée au nord, le hameau de Mougon à l'ouest et la rivière au sud, mais la superficie totale de l'agglomération antique, à son plus fort développement, est évaluée à 30 ha sur une largeur maximale d'au moins 150 m et une longueur supérieure à 1 000 m.
Surplombant le lit de la Vienne de près de dix mètres, le site est implanté à une altitude variant de 44,5 à 42 m du nord au sud, sur un terrain en légère pente. À ce niveau, la Vienne décrit un méandre et son cours, se déplaçant peu à peu vers le nord depuis l'époque antique, emporte par affouillement la partie sud du site. Après examen des berges de la rivière, il s'avère que cette destruction est beaucoup moins importante que ce qui a été dans un premier temps envisagé.

## Historique

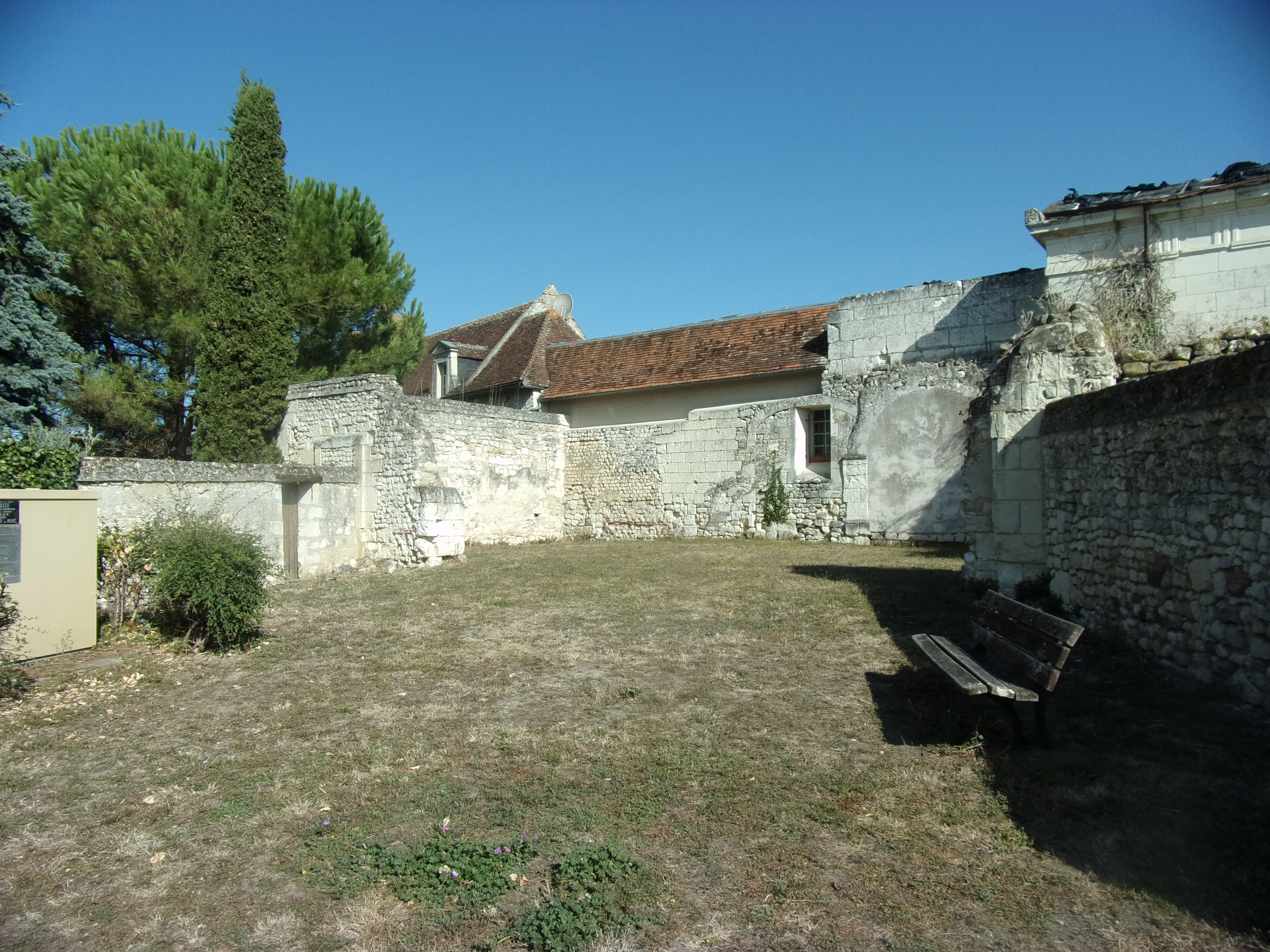
Ancienne église de Mougon.

Des outils néolithiques, des céramiques protohistoriques suggèrent une occupation du site avant l'Antiquité sans qu'il soit possible de se prononcer sur l'importance de cette occupation et son caractère pérenne.
Une importante production de poteries, terres cuites architecturales, amphores vinaires, dolia, voit le jour vers le milieu du Ier siècle, probablement sans lien avec les précédentes occupations du site. Cette activité intense ne semble pas se prolonger au-delà de la fin du IIe ou du début du IIIe siècle sans que les causes de ce déclin ne soient clairement établies.
Au IVe siècle, le site continue certainement à être partiellement occupé mais selon des modalités inconnues. Grégoire de Tours signale la présence au Ve siècle d'une église à Mougon (Mediconnum),, dont il attribue la construction à l'évêque Perpet de Tours. Un cimetière du Haut Moyen Âge est localisé autour de l'église — les fouilles y ont livré plusieurs sarcophages — qui est reconstruite ultérieurement. Au Xe siècle, Mougon est le chef-lieu d'une viguerie dont la trace se perd à la fin du Xe siècle.
Les inhumations se poursuivent jusqu'en 1755, signe d'une occupation active et continue du site, mais l'habitat auquel elles sont liées reste encore largement à découvrir. Les constructions de l'époque moderne sont rares ; parmi elles, la tourelle d'un escalier d'un manoir proche de l'église peut être datée la tourelle d'escalier qui peut être datée du XVIe – XVIIe siècle.

## Découverte du site et études réalisées
C'est en 1850 que, lors d'une séance de la société archéologique de Touraine (SAT), la découverte d'une nécropole mérovingienne à Mougon est annoncée par Jean-Jacques Bourassé. Vingt et un ans plus tard, dans le même cadre, Casimir Chevalier fait état de la découverte d'ateliers de potiers sur le site. La ligne de chemin de Port-Boulet à Port-de-Piles, construite en 1880-1882, passe au niveau du site et ses travaux de construction mettent au jour deux fours de potiers ; ces découvertes sont toutefois imprécises, mal documentées et les fours sont détruits. Les dernières décennies du XIXe siècle sont pour de nombreux collectionneurs d'antiquités l'occasion de venir à Mougon y récolter des artéfacts pour leur usage propre ou pour enrichir les collections des sociétés savantes, mais aucune étude globale n'est entreprise.
En 1912 la première fouille structurée a lieu ; elle s'intéresse aux abords de l'église. Dans le même secteur mais également à l'intérieur de l'église, jusque dans les années 1970, d'autres opérations permettent de préciser l'importance de la nécropole du Haut Moyen Âge.
Henry Auvray publie en 1936, dans le bulletin de la SAT, une première étude sur l'historique du site de Mougon basée sur ses propres observations de terrain et celles de ses prédécesseurs, des fouilles sommaires dans l'église et la compilation des archives. L'édition 1960 de la carte archéologique de la Gaule, rédigée pour l'Indre-et-Loire par Jacques Boussard, fait le point sur les découvertes et la bibliographie disponible pour Mougon.
En 1973 débute un vaste programme d'études interdisciplinaires à Mougon ; il combine photographie aérienne, prospection géophysique, ramassage de surface sur le terrain quadrillé. C'est à cette occasion qu'est découverte l'organisation orthogonale de la voirie et que le site de Mougon acquiert véritablement son statut d'une agglomération secondaire préférentiellement dévolue aux activités artisanales de poterie.
Un travail universitaire (2008) permet de mieux appréhender les modalités d'occupation de l'agglomération. Entre 2008 et 2019, plusieurs opérations de diagnostic ou d'archéologie préventive viennent enrichir les connaissances au sujet du site. De 2014 à 2017, un programme collectif de recherches coordonné par l'INRAP a pour objectifs d'étudier l'intégration du site dans son environnement et de réaliser une étude détaillée des vestiges archéologiques conservés in situ.
Depuis 2022, l'INRAP conduit des chantiers de fouilles programmées sur le site, sous la direction de Philippe Salé. Ces travaux confirment encore une fois l'importance artisanale du site, mais ils permettent aussi d'attester l'existence d'habitats, encore mal connus, aussi bien dans le secteur artisanal qu'à sa périphérie, disposition déjà pressentie.

## Description

### L'agglomération antique

#### Trame viaire
| Image externe |                                       |
|               | Photo aérienne sur le site de Citeres |

Le site est traversé par une voie orientée de l'ouest-nord-ouest à l'est-sud-est qui tangente la rive droite de la Vienne à l'est du site. Retrouvée à l'ouest de Mougon, il s'agit peut-être de la voie antique de Chinon à Port-de-Piles, bien que les auteurs soient très partagés à ce sujet. Plusieurs autres voies, perpendiculaires à celle-ci, dessinent une trame orthogonale régulière, même si au moins deux réseaux, d'orientation sensiblement différente, semblent se superposer. Cette disposition pourrait être due à l'érosion de la partie méridionale du site par la Vienne, nécessitant une réorganisation de l'ensemble de la cadastration.
Des coupes de voies perpendiculaires à la Vienne sont observées lors de fouilles réalisées en 2016 dans la berge de la rivière.

#### Ateliers de potiers

Schéma simplifié d'un four de potier antique de type « à sole ».

Les recherches et les prospections au sol et par voie aérienne identifient plus d'une quarantaine de fours de potiers à Mougon, occupant une grande partie du site, mais un seul de ces fours est intégralement fouillé et plusieurs autres partiellement. Ceux qui ont pu être examinés sont des fours verticaux pourvus d'une sole. Dans ce type de four, les poteries à cuire sont disposées sur une sole de cuisson perforée et chauffée par-dessous. Une voûte en maçonnerie ou en argile recouvre le four ; elle est détruite après la chauffe pour permettre de récupérer les poteries cuites puis reconstruite pour la chauffe suivante, si l'état général du four ne justifie pas son abandon. À Mougon, il semble que les structures d'anciens fours désaffectés soient réutilisées dans la construction d'éléments plus récents qui recoupent même, parfois, l'emprise des précédents.
Quelques marques de potiers ont été trouvées : ISAV et TONCVS F(ecit) ou encore SACROVIR.
Les argiles fines des alluvions de la rive de la Vienne, en bordure méridionale du site, ont pu fournir une matière première facilement accessible pour la fabrication de ces poteries.

#### Habitat et autres constructions
Plusieurs puits sont identifiés sur le site mais leur origine antique n'est pas toujours avérée.
Une complexe thermal, public ou privé, existe probablement en rive de Vienne mais sa localisation et son architecture sont incertaines.
La diffusion des productions des ateliers de Mougon (amphores et jarres notamment), nécessite vraisemblablement un aménagement de rive de la Vienne, même sommaire,  pour le transport par des bateaux de faible tirant d'eau,.
Les structures repérées ne correspondant pas à des activités artisanales sont encore rares ou mal identifiées. Elles se trouvent entre la principale zone des fours et le hameau moderne, ainsi qu'au nord de celui-ci. L'importance et la localisation du secteur d'habitations restent mal connus ; il pourrait se situer en partie sous le hameau lui-même, des vestiges en étant mis au jour lors de fouilles dont les premiers résultats sont rendus publics en 2020. Plusieurs bâtiments du Haut-Empire sont identifiés ; ils semblent composés de murs bas en maçonnerie supportant des cloisons à pans de bois sur sablières.

### Le village médiéval
L'église ruinée de Mougon, plusieurs fois fouillée au XXe siècle, ne peut encore être datée avec précision. Il peut s'agir d'un édifice carolingien plusieurs fois remanié jusqu'au XIXe siècle ou bien d'une construction sur les structures d'un premier bâtiment, peut-être l'église de Perpet.
La nécropole du Haut Moyen Âge qui semble être associée à ce lieu de culte précoce a livré de nombreux sarcophages en pierre dont certains sont réutilisés, mais aussi quelques inhumations en pleine terre. Les plus récentes études montrent que son emprise géographique est importante, tout autour de l'église, sa superficie étant évaluée entre 1,2 et 1,5 ha.
Les églises médiévales occupant souvent le cœur d'un espace densément bâti, il est permis de supposer que le village de Mougon, dès le Ve ou le VIe siècle, occupe un espace tout ou partiellement recouvert par l'agglomération moderne. Les données archéologiques ne permettent toutefois pas de conclure.

## Un village artisanal sous le Haut-Empire romain

### Les poteries de Mougon
| - Amphore type Dressel 2/4 fabriquée à Mougon. - Amphore type Gauloise 4. |

Les ateliers de Mougon produisent des récipients de transport (amphores de type Dressel 2/4 et Gauloise 4, dolia et jarres) mais aussi de la vaisselle domestique (pots, cruches, jattes).
Au regard des plus récentes études, les productions des ateliers de Mougon semblent être diffusées principalement dans la moitié occidentale de la civitas Turonurum que recouvre sensiblement le département d'Indre-et-Loire, mais aussi jusqu'à Juliomagus (Angers) vers l'ouest et Tasciaca (Monthou-sur-Cher-Pouillé-Thésée) vers l'est. Le nombre des fours identifiés et la richesse du mobilier archéologique semblent indiquer que Mougon est, sous le Haut-Empire, l'un des plus importants centres de poterie du centre de la France.

### Les autres activités
La production d'amphores vinaires à Mougon prouve, de manière indirecte, la présence de vignes à proximité dès le Ier siècle, ces récipients encombrants n'étant jamais produits loin du lieu où ils sont utilisés.
La fabrication de statuettes, de sceaux, de pesons et de fusaïoles est également attestée, ces deux derniers éléments prouvant qu'une activité de tissage existe aussi à Mougon ou à proximité.
Le travail de l'os est confirmé, avec la production de charnières pour mobilier.